# Drew McIntyre
Andrew McLean Galloway IV, meglio conosciuto con il ring name Drew McIntyre (Ayr, 6 giugno 1985), è un wrestler britannico sotto contratto con la WWE.
Galloway ha iniziato ad allenarsi all'età di quindici anni, in Inghilterra, prima di tornare nel paese natale e iniziare la sua carriera da professionista; in poco tempo è diventato una presenza fissa della British Championship Wrestling e della Irish Whip Wrestling. Nel 2007 si è trasferito negli Stati Uniti per firmare un contratto con la World Wrestling Entertainment che lo ha inviato nella Florida Championship Wrestling per ricevere ulteriore allenamento. Nel 2009 ha debuttato nel main roster, rimanendovi fino al 2014; dopo due anni nella Total Nonstop Action Wrestling, dove ha vinto una volta il TNA World Heavyweight Championship, ha fatto ritorno a Stamford nel 2017.
È un tre volte campione del mondo in WWE, avendo detenuto due volte il WWE Championship, una volta il World Heavyweight Championship . ha detenuto, inoltre, una volta l'NXT Championship. Ha inoltre detenuto una volta l'Intercontinental Championship e due volte il Raw Tag Team Championship (una con Cody Rhodes e una con Dolph Ziggler) risultando quindi essere il trentunesimo wrestler ad aver completato la Triple Crown; ha inoltre vinto l'edizione 2020 del royal rumble match e l'edizione 2024 del Money in the Bank ladder match.

## Carriera

### Circuito indipendente (2001–2007)

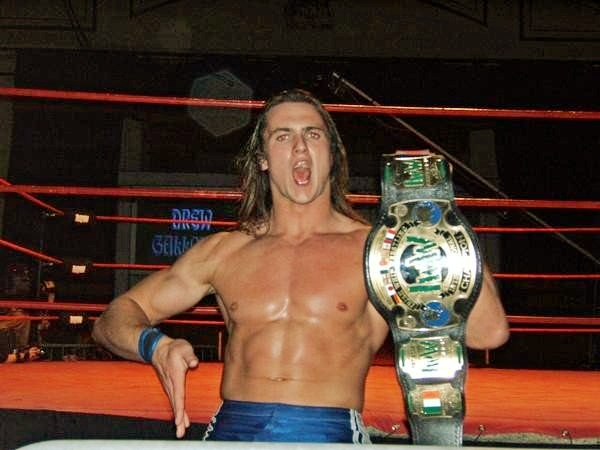
Drew McIntyre con l'IWW International Heavyweight Championship nel 2006

Galloway ha iniziato gli allenamenti per diventare wrestler professionista all'età di 15 anni presso l'accademia di sviluppo della Frontier Wrestling Alliance, dopo che la sua famiglia si trasferì nel sud dell'Inghilterra e più precisamente a Portsmouth. Nella FWA venne allenato dal dirigente della federazione Mark Sloan insieme a Justin Richards e James Tighe. Inoltre, Galloway ha dichiarato che anche i lottatori più esperti della federazione, come Doug Williams, Paul Burchill e Alex Shane aiutavano negli allenamenti.
Nel 2003 Galloway fa il suo debutto nello spettacolo inaugurale della British Championship Wrestling, federazione che opera nell'area metropolitana chiamata Greater Glasgow. In questa compagnia Galloway affina ulteriormente le sue tecniche di lotta, grazie agli allenamenti di Colin McKay prima e Spinner McKenzie poi, e sviluppa il personaggio di "Thee" Drew Galloway, un narcisista presuntuoso. Nel suo primo incontro, combattuto nello show di febbraio No Blood, No Sympathy: Night 1, è stato sconfitto da Stu Natt. Ha ottenuto la sua prima vittoria nel suo secondo incontro, combattuto in coppia con Wolfgang, battendo Blade e Stu Pendous. In dicembre, Galloway iniziò una collaborazione con Charles Boddington, che assunse l'incarico di manager. Fu con Boddington che Galloway ottenne il suo primo grande successo; i due collaborarono per i successivi quattro anni. Il 5 dicembre, Boddington annunciò che il campione dei pesi massimi della BCW, Spinner McKenzie, era stato licenziato e così fu privato del titolo. Boddington, immediatamente, consegnò la cintura di campione a Galloway. Stevie Knight obiettò a quella decisione e sfidò Galloway in un incontro da tenersi quella stessa sera al Bad Tidings: Night 1, ottenendo una vittoria e conquistando il titolo. Galloway ottenne una vittoria contro Knight in un match non titolato nel febbraio del 2004 nello show Night of The Fan ma Knight ottenne la rivincita sconfiggendo Galloway nel torneo King of BCW.
Più tardi, nello stesso anno, Galloway ebbe una serie di incontri con dei lottatori americani di grande esperienza, chiamati American veterans. In giugno fu sconfitto da The Honky Tonk Man e successivamente nello stesso mese perse in un tag team match contro Marty Jannetty and Highlander, con Sabotage a suo fianco. In novembre, nello show Lo Down, Galloway combatté nel main event in un incontro con D'Lo Brown che terminò in un doppio count-out.. In seguito, ebbe poi una serie di faide di breve durata: nel marzo 2005 sconfisse Jay Phoenix ma l'incontro successivo, arbitrato da Mick Foley, terminò in un no contest; nel maggio del 2006, a seguito di una loro lunga faida nella federazione irlandese Irish Whip Wrestling, Galloway perse contro il suo rivale di lungo corso Sheamus O'Shaunessy per poi vincere negli incontri successivi.
Nel novembre del 2006, nel main event dello show Live in East Kilbride, Galloway in coppia con Lionheart sconfisse il campione dei pesi massimi BCW a sua volta in squadra con Wolfgang. Questa vittoria gli fece guadagnare la possibilità di sfidare il campione BCW per il titolo nello show di dicembre No Blood, No Sympathy IV. L'incontro organizzato, mediante l'inclusione di una stipulazione speciale, assunse i connotati di un "I Quit" match, con Conscience come arbitro speciale, e si concluse con la vittoria di Galloway che vinse così il suo secondo titolo dei pesi massimi BCW. Galloway mantenne il titolo fino a buona parte del 2007, dovette renderlo vacante a seguito del suo trasferimento negli Stati Uniti d'America a settembre dello stesso anno.

### World Wrestling Entertainment (2007–2014)

#### Varie faide (2007–2008)
Galloway firmò con la WWE nel 2007, debuttando come heel a SmackDown! nella puntata del 12 ottobre dove, accompagnato da Dave Taylor, sconfisse Brett Major senza troppa difficoltà, replicando la vittoria anche la settimana successiva grazie, stavolta, all'aiuto di Taylor. Successivamente, nel 2008, McIntyre passò a Raw, venendo diviso da Taylor, debuttando il 6 gennaio a Heat come face sconfiggendo Charlie Haas.
Tuttavia, dopo poco tempo, McIntyre venne mandato nel territorio di sviluppo della Florida Championship Wrestling per affinare le sue capacità.

#### Territori di sviluppo (2008–2009)
Dopo un debutto poco fortunato a SmackDown!, McIntyre torna nella Florida Championship Wrestling dove forma un tag team chiamato The Brit Pack (insieme a Wade Barrett) e sfiora la vittoria dell'OVW Television Championship contro Colt Cabana. L'unione stavolta si rivela fruttuosa, infatti i due riescono a conquistare l'FCW Florida Tag Team Championship il 6 maggio 2008 sconfiggendo il tag team formato da Eric Pérez e Primo Colón che però riconquistano le cinture il 17 di luglio. Dopo lo split di The Empire, McIntyre punta al FCW Florida Heavyweight Championship che insegue invano per diversi mesi; l'occasione si presenta il 19 marzo 2009 quando l'allora campione Michael McGillicutty rende vacante il proprio titolo per via di un infortunio: imprevisto che permette al wrestler scozzese di combattere contro Eric Escobar e di laurearsi campione dei pesi massimi. Il regno di McIntyre in FCW dura fino all'11 giugno 2009 quando viene battuto da Tyler Reks.

#### Intercontinental Champion (2009–2010)

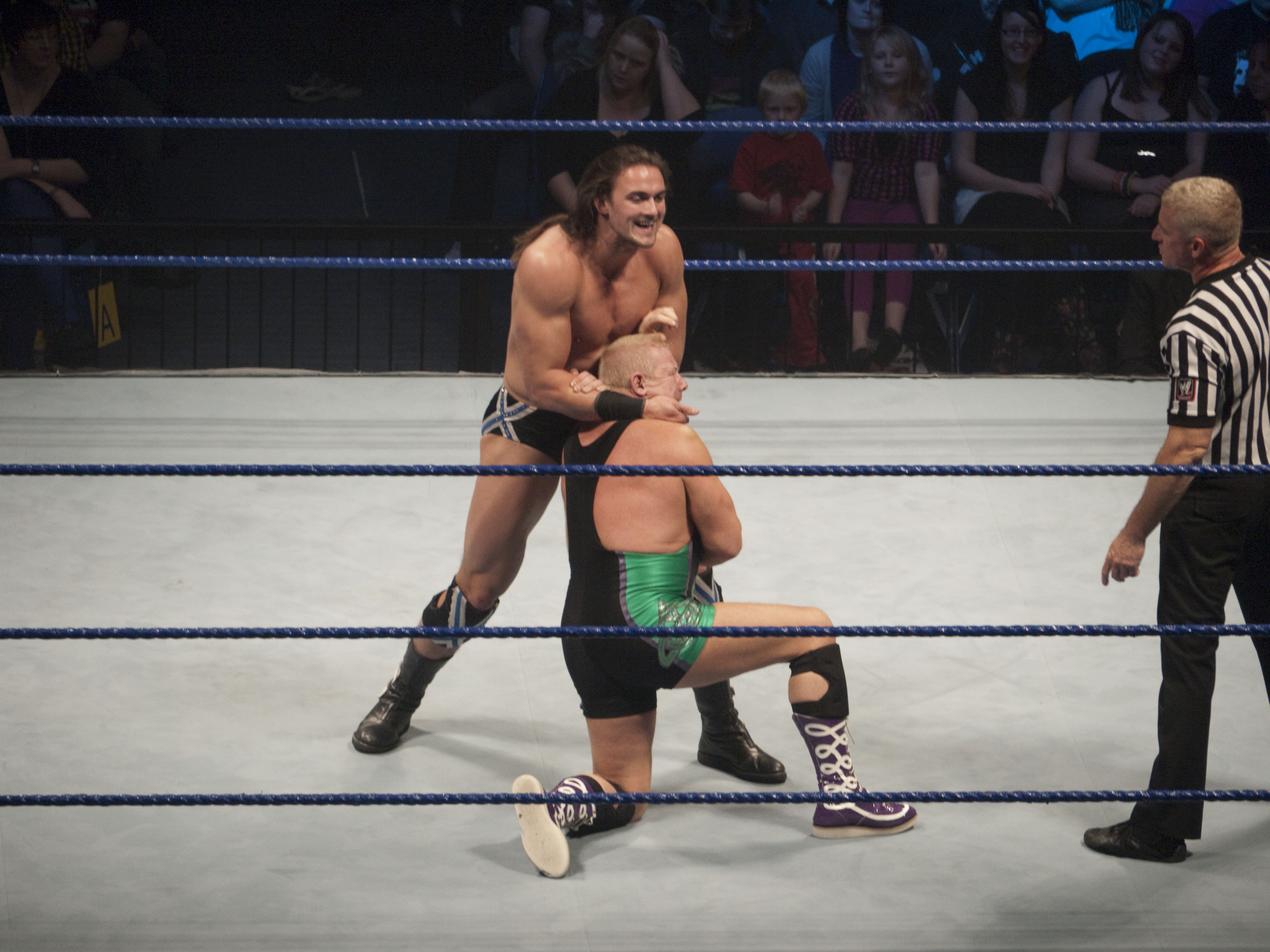
Drew McIntyre durante un match contro Fit Finlay nel 2009

Il 28 agosto 2009 torna a SmackDown, da heel e con una nuova mossa finale chiamata Future Shock, attaccando per due settimane di seguito R-Truth. La sua avventura nel roster blu inizia il 25 settembre 2009 presentato dal Chairman in persona Mr. McMahon che lo definisce come il futuro della federazione.
La settimana seguente attacca di nuovo R-Truth che però riesce a vendicarsi durante la puntata celebrativa per i dieci anni di SmackDown; proprio mentre McIntyre fa un brindisi al suo approdo nel brand R-Truth lo aggredisce buttandolo sul tavolo con la torta dei festeggiamenti. Tutto questo lo porta a combattere il suo primo match durante il PPV Hell in a Cell dove vince in meno di cinque minuti chiudendo il match con la sua finisher. La settimana seguente è ancora lo scozzese a prevalere stavolta per count-out in un match valido per rappresentare SmackDown a Bragging Rights dove però non combatte in quanto tutto il suo team a parte i capitani viene rimpiazzato. McIntyre ha poi un breve feud con Finlay: il primo match nemmeno comincia in quanto lo scozzese attacca l'Irish Fighter mentre entra sul ring. Il secondo match finisce in una doppia squalifica quando si scatena una rissa e McIntyre colpisce Finlay con il suo shillelagh. Il match decisivo vede prevalere il giovane wrestler in meno di due minuti. Durante il pay-per-view Survivor Series fa parte del team di The Miz nel tradizionale Survivor Series elimination match dove risulta essere insieme a The Miz e Sheamus uno dei membri rimanenti del team che conquista la vittoria. Essendo l'unica superstar di SmackDown a non essere eliminata contro il Team Morrison lo scozzese ottiene un match contro lo Shaman Of Sexy che viene sconfitto e costretto a mettere in palio il suo Intercontinental Championship: John Morrison e Drew McIntyre si sfidano nell'ultimo PPV dell'anno TLC: Tables, Ladders & Chairs dove dopo un match molto intenso il giovane scozzese riesce con una scorrettezza a portarsi a casa l'Intercontinental Championship, il suo primo alloro in WWE. Due settimane dopo TLC si presenta a Superstars dichiarando di essere The Chosen One (il prescelto) e che presto vincerà anche il titolo assoluto; intanto Morrison chiede e ottiene il suo rematch che si svolge a SmackDown il primo giorno dell'anno e che vede McIntyre ancora vittorioso grazie ad uno stratagemma che induce l'arbitro a far squalificare Morrison. L'8 gennaio continua a punzecchiare lo Shaman of Sexy durante un'intervista nel backstage scatenando l'ira di Morrison che lo aggredisce facendo scattare una rissa tra i due.
A Elimination Chamber difenderà il titolo contro Kane. Nel pay-per-view riesce a sconfiggere Kane e a conservare il titolo Intercontinentale. L'imbattibilità di Drew finirà nella puntata di SmackDown seguente a Elimination Chamber, dove perderà contro Kane. La settimana seguente perde contro Matt Hardy e non riesce a qualificarsi per il Money in the Bank di Wrestlemania 26. A Smackdown sconfigge un jobber e si qualifica al Money in The Bank, dove però ne esce sconfitto. A SmackDown il 7 luglio viene licenziato da Theodore Long per i continui attacchi a Matt Hardy (Kayfabe). Nella puntata successiva di Smackdown dopo la finale del mini-torneo indetto da Teddy Long per l'assegnazione del titolo Intercontinentale, Kofi Kingston vince il titolo battendo Christian ma poco dopo McIntyre arriva sul ring con una lettera scritta da Vince McMahon con la quale viene reintegrato nella WWE e gli viene restituito il Intercontinental Championship, tutto questo sotto gli occhi dell'impotente Teddy Long e di Kofi Kingston. A Over the Limit viene sconfitto da Kofi Kingston perdendo il titolo Intercontinentale e a fine match viene fatto vittima della Twist of Fate di Matt Hardy. A causa di questo attacco al "Chosen One", Matt verrà vedersi privato dello stipendio e sarà temporaneamente allontanato dall'ambiente WWE. Drew McIntyre ha avuto il suo rematch per il titolo a SmackDown venendo sconfitto ancora una volta da Kofi Kingston con la S.O.S. Kofi sconfigge di nuovo Drew a Fatal 4-Way.

#### Varie faide (2010–2011)
Il 25 giugno a SmackDown, Drew McIntyre viene sconfitto da Matt Hardy (appena rientegrato da Smackdown dopo una sospensione per ordine di Vince McMahon); dopo il match Theodore Long annuncia che il permesso di Drew McIntyre è scaduto ed è costretto a tornare in Scozia. Tornato a Smackdown, sconfigge Kofi Kingston e si qualifica per il Money In The Bank di SmackDown, dal quale però esce sconfitto. Di recente si è alleato con Cody Rhodes e i due nel 900 episodio di Raw, affrontano R-Truth e John Morrison per decretare i primi sfidanti ai WWE Tag Team Championships. Il match finisce però con una doppia squalifica. A Night of Champions vince i titoli di coppia con Cody Rhodes. A Bragging Rights 2010 perde il WWE Tag Team Championship contro John Cena e David Otunga. A Survivor Series il Team Mysterio (Rey Mysterio, Big Show, Kofi Kingston, MVP e Chris Masters) sconfigge il Team Del Rio (Alberto Del Rio, Cody Rhodes, Drew McIntyre, Jack Swagger e Tyler Reks). Drew McIntyre viene eliminato insieme a Ezekiel Jackson nel primo turno di King of the Ring a causa di un doppio count-out. Nella puntata di SmackDown! del 31 dicembre, Drew McIntyre sconfigge Trent Baretta per KO. Nella puntata di SmackDown! partecipa al Fatal 4-Way match per decretare il 1st contender al World Heavyweight Championship. Il match viene vinto da Dolph Ziggler che schiena Cody Rhodes. Nella puntata del 13/01 perde contro Trent Baretta per un roll-up. Lo attacca nel backstage rimanendo heel. Nella puntata di SmackDown del 20 gennaio sconfigge Trent Baretta e gli dà la mano in segno di rispetto. Baretta tuttavia lo attacca a tradimento e ciò scatena l'ira di McIntyre che lo assale. Kelly Kelly arriva sul ring in soccorso di Baretta dicendo a McIntyre di andarsene. Potrebbe essere falso il turn face di McIntyre. Nella puntata di Raw del 24 gennaio, Drew McIntyre partecipa a una battle royal a 4 uomini contro Edge, Jack Swagger e Tyson Kidd. La posta in palio era che se qualunque partecipante avesse eliminato Edge, sarebbe entrato per quarantesimo alla Royal Rumble. McIntyre viene eliminato per ultimo da Edge dopo una buona prestazione. Nella puntata di SmackDown! del 27 gennaio, Drew McIntyre sconfigge JTG. Drew McIntyre partecipa alla Royal Rumble 2011: entrato col numero 33, viene eliminato da Big Show. Nella puntata di SmackDown del 4 febbraio, McIntyre sconfigge Kofi Kingston grazie all'interferenza di Alberto Del Rio e conquista un posto nell'Elimination Chamber match del PPV WWE Elimination Chamber valido per il World Heavyweight Championship. Nella puntata di SmackDown dell'11 febbraio sconfigge facilmente Chris Masters, dedicando il match a Kelly Kelly che la settimana prima era stata licenziata (kayfabe) da Vickie Guerrero.
In occasione della puntata numero 600 di SmackDown viene organizzato un 12-man tag team match dove McIntyre, insieme a Sheamus, Wade Barrett, Kane, CM Punk e Dolph Ziggler viene sconfitto da John Cena, R-Truth, John Morrison, Rey Mysterio, Edge e Randy Orton. A Elimination Chamber 2011 Edge vince l'Elimination Chamber sconfiggendo Rey Mysterio, Kane, Drew McIntyre, Big Show e Wade Barrett conservando il World Heavyweight Championship. A Smackdown del 25 febbraio, viene sconfitto, insieme a Vickie Guerrero, in un match di coppia contro Edge e Kelly Kelly e come da stipulazione Vickie Guerrero viene licenziata. Nella puntata di SmackDown! del 4 marzo, viene sconfitto da Edge, in quella dell'11 marzo da Rey Mysterio. Il 25 marzo, viene ancora sconfitto da Edge. A WrestleMania XXVII, McIntyre partecipa al dark match, una battle royal a 22 uomini, dalla quale viene però eliminato. Nella puntata di SmackDown del 15 aprile, partecipa alla battle royal per decretare lo sfidante di Alberto Del Rio a WWE Extreme Rules nel match valido per il World Heavyweight Championship, ma viene eliminato da Brodus Clay. Nella puntata di Raw dedicata al Draft 2011, Drew McIntyre partecipa alla Battle Royal SmackDown vs. Raw dove però viene eliminato da Evan Bourne.

#### Serie di sconfitte (2011–2012)
Nella supplemental Draft 2011 Drew McIntyre passa da SmackDown a Raw. Esordisce nel roster rosso il 2 maggio, perdendo un tag team match in coppia con Jack Swagger contro Kofi Kingston & Rey Mysterio. Inizia a combattere spesso anche a Superstars, dove perde contro Chris Masters, Daniel Bryan, Mason Ryan e contro Kofi Kingston. Nella puntata di Raw dell'11 luglio, il match in coppia con Dolph Ziggler che li vedeva contrapposti a Big Show, finisce per doppio Count-Out. Il 26 settembre, a Raw, ottiene una title shot per l'Intercontinental Championship in una 10 Men Battle Royal che viene vinta da Cody Rhodes, che conserva il titolo. Nella puntata di Raw del 3 ottobre viene sconfitto da Randy Orton. Il 14 ottobre, a SmackDown, partecipa alla Battle Royal promossa da Theodore Long e John Laurinaitis nella quale il vincitore, avrebbe potuto sfidare un campione a sua scelta in un match titolato, ma viene eliminato. In quel di Superstars torna a vincere battendo Justin Gabriel, ma perderà la settimana successiva contro Kane.
Nell'ultima puntata di SmackDown del 2011, McIntyre fa il suo ritorno in pianta stabile nello show blu, parlando con il General Manager Theodore Long, il quale dice di averlo ingaggiato per dargli più spazio nel suo spettacolo. La stessa sera, però, perderà contro Kane in 7 secondi. Nella puntata del 6 gennaio 2012 Teddy Long dichiara un match tra Drew e Santino Marella, in caso di sconfitta Drew sarà licenziato e Marella sostituirà il posto di aiutante del GM di Zack Ryder, in caso di vittoria Drew potrà continuare a stare in WWE. McIntyre perde il Blinfold match tra lui e Santino, ma Long gli dà un'ultima possibilità in un altro match la settimana successiva. Nella puntata di Smackdown! del 13 gennaio, McIntyre viene sconfitto da Big Show ma non viene ancora licenziato. Nella puntata di SmackDown del 20 gennaio Theodore Long lo licenzia ma Santino Marella vuole concedergli un'ultima occasione contro Big Show, con quest'ultimo che vincerà il match. Gli viene concessa per l'ennesima volta la fiducia da parte del General Manager Theodore Long nella puntata di SmackDown del 27 gennaio e affronta Sheamus dove però viene sconfitto. Al PPV Royal Rumble perde contro Brodus Clay in un match di breve durata, aumentando così la sua striscia di sconfitte. Appare in un breve segmento nel backstage insieme a Theodore Long nella puntata di Smackdown! post-Rumble. Il G.M. sembra intenzionato a licenziarlo definitivamente, tuttavia concede l'ennesima possibilità a Drew, dicendogli che da lui si aspetta qualcosa di nuovo che lo possa sorprendere. Il 17 febbraio partecipa a una Battle Royal indetta da Teddy Long, il cui vincitore prenderà il posto dell'infortunato Randy Orton nell'Elimination Chamber; Drew sfoggia un'ottima prestazione, rimanendo tra gli ultimi quattro sul ring; successivamente, però, viene eliminato da Santino Marella, il quale si aggiudicherà l'incontro. Nella puntata di SmackDown del 21 febbraio perde contro The Great Khali ottenendo l'ennesima sconfitta. Il 2 marzo a Smackdown, il GM Theodore Long concede un'ultima chance a Drew, e se dovesse perdere anche questa volta, sarà licenziato. Poco dopo, perde contro Big Show. Long compare sul titantron e licenzia l'ex Chosen One, che piange sul ring.
Il 9 marzo, grazie allo scambio di GM per una settimana, John Laurinaitis concede l'ennesima possibilità al ragazzo: se dovesse vincere il match, sarà riassunto. Inizialmente sul ring compare The Great Khali, ma poi David Otunga lo invita a sedersi al tavolo dei commentatori; l'avversario di Drew è Hornswoggle, che viene brutalizzato sul ring, tanto che l'arbitro è costretto a dare la vittoria a Drew per KO tecnico. Lo scozzese è quindi di nuovo nei giochi; poco dopo il gigante indiano sale sul ring e lo colpisce con una Khali Chop. Il 16 marzo a SmackDown affronta Big Show perdendo il match in pochi minuti dopo il W.M.D. ovvero il pugno proibito del gigante. Tuttavia, nell'edizione di Superstars del 22 marzo, sconfigge Ezekiel Jackson con la sua Future Shock interrompendo di nuovo la sua striscia negativa.
Nella puntata di Raw del 26 marzo, McIntyre viene annunciato come sostituto di Christian che si è infortunato in seguito all'attacco da parte di CM Punk nel 6 vs. 6 di WrestleMania XXVIII, dove Drew rappresenterà il Team Johnny che andrà contro il Team Teddy per decidere il General Manager di entrambi gli show. A WrestleMania XXVIII il Team Laurinaitis sconfigge il Team di Teddy Long.
A Over the Limit, partecipa ad una Battle Royal a 20 uomini, nella quale il vincitore avrebbe scelto un campione secondario da sfidare con la cintura in palio, ma viene eliminato da Curt Hawkins e Tyler Reks. Nella puntata speciale di SmackDown: The Great American Bash del 3 luglio, McIntyre perde insieme a Hunico e Camacho contro Sgt. Slaughter, Jim Duggan e Big Show.
Il 25 luglio appare a NXT, e nel main event affronta Seth Rollins, battendolo e mettendo fine alla striscia negativa. Contro quest'ultimo, si batte anche la settimana seguente, nel primo round del torneo per decretare il primo NXT Champion, ma viene sconfitto da Rollins. A Night of Champions, Drew prende parte alla Battle Royal del Pre-Show valida per lo status di primo sfidante allo United States Championship, ma nonostante una buona prestazione non riesce a vincere, venendo eliminato alla fine del Match da Zack Ryder.

#### 3MB (2012–2014)

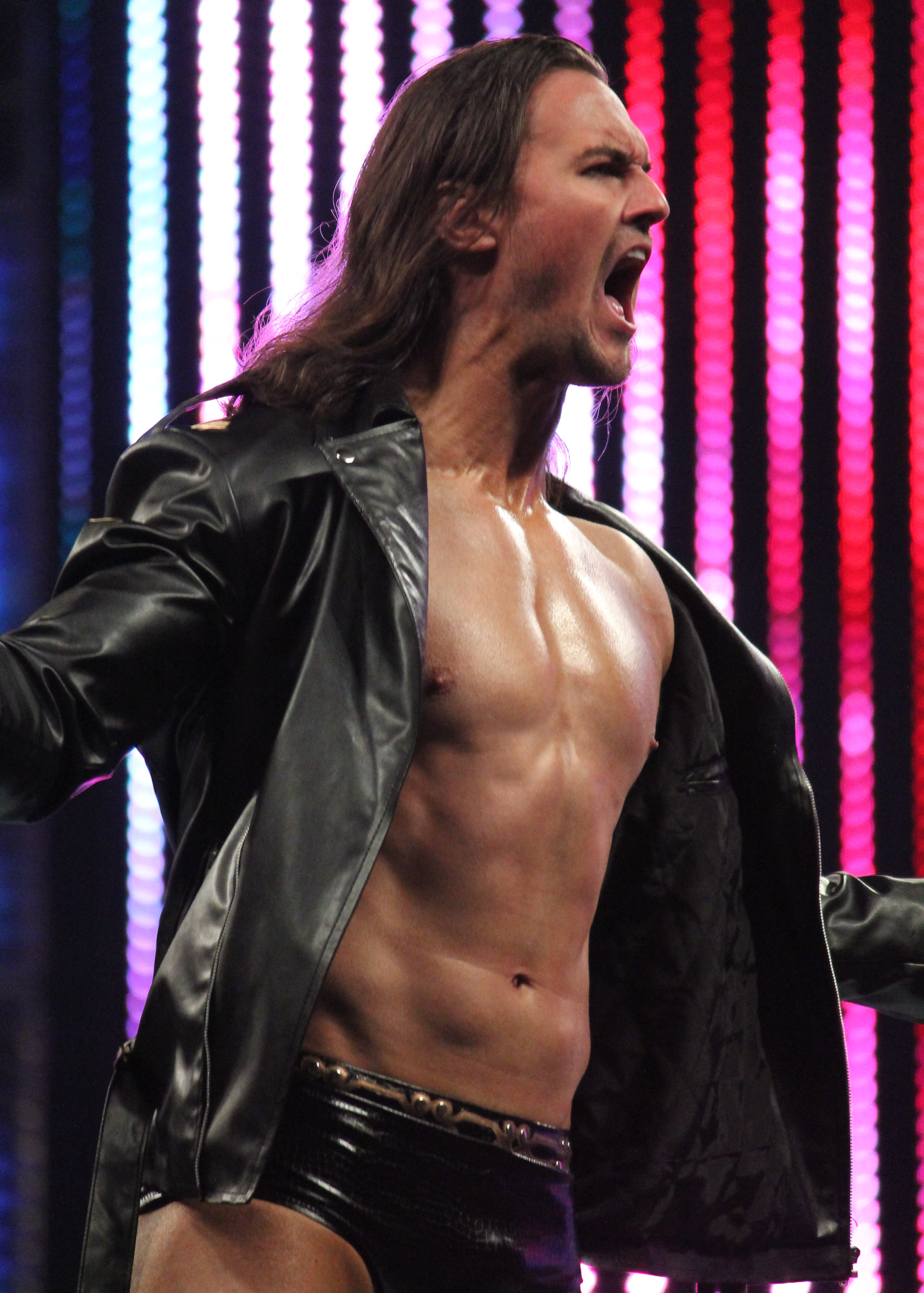
Drew McIntyre nel 2014

Nella puntata di SmackDown del 22 settembre, attacca, insieme a Jinder Mahal, Brodus Clay durante il match di quest'ultimo contro Heath Slater, il quale si unisce al pestaggio. McIntyre rifila una Future Shock a Clay. Alla fine i tre si inchinano. Qualche giorno dopo, su Twitter, i tre annunciano di aver formato ufficialmente una stable e che la stable si chiamerà The Three Man Band. Iniziano ad attaccare le varie Superstars della WWE, prima Yoshi Tatsu poi Santino Marella. Il 7 novembre, prende parte al Fatal 4-Way per decretare il primo sfidante al titolo NXT insieme a Justin Gabriel, Jinder Mahal e Bo Dallas, ma a spuntarla è l'alleato Mahal. Dopo il match, viene reso noto il suo infortunio
Torna sul ring dopo un infortunio nell'edizione di SmackDown del 7 dicembre, quando lotta insieme a Heath Slater e Jinder Mahal, battendo Brodus Clay, Jey e Jimmy Uso in un 6-man tag team match. A TLC, i 3MB vengono sconfitti in un 6-man tag team match da The Miz, Alberto Del Rio e Brooklyn Brawler. La sera dopo, nell'edizione di Raw dedicata agli Slammy Awards, i 3MB perdono un altro 6-Man Tag Team Match contro Miz, Del Rio e Tommy Dreamer. Nell'ultima edizione di Raw del 2012, viene scelto insieme a Heath Slater dal Team Hell No come sfidanti ai titoli di coppia, ma Slater e McIntyre perdono l'incontro.
A Main Event partecipa a una battle royal per il primo sfidante al titolo intercontinentale ma viene eliminato da Justin Gabriel.
Iniziano poi una breve rivalità con Sheamus, perdendo un 3 on 1 Handicap Match, ma sconfiggendo l'irlandese in una 3 on 1 Over the Top Rope Battle Royal. Ad NXT, non riesce ad avanzare nel torneo per decretare i primi NXT Tag Team Champions insieme a Slater, poiché vengono eliminati al primo turno da Adrian Neville e Oliver Grey. Partecipa alla Royal Rumble con il numero 6 e viene eliminato da Chris Jericho. Il 12 aprile, a SmackDown, i 3MB irrompono nel ring con l'intento di attaccare Triple H, ma vengono assaliti dai membri dello Shield. A Raw, chiamano poi i tre dello Shield per un confronto, ma dallo stage esce Brock Lesnar che attacca violentemente Mahal, Slater e McIntyre. Il 29 aprile, i 3MB attaccano lo Shield, ma arrivano Daniel Bryan e Kane, membri del Team Hell No, che inizialmente sembrano volerli aiutare, ma con la fuga dello Shield, Bryan e Kane attaccano invece i 3MB. In alcune puntate di Smackdown!, Raw o WWE Superstars, i 3MB ottengono varie sconfitte contro gli Usos a volte anche in coppia con Justin Gabriel, Prime Time Players oppure da singoli lottatori nei match singoli. In una puntata di Smackdown! del 23 agosto, i 3MB vengono sconfitti da Big Show, Mark Henry e Kane e prima di Summerslam contro Big Show e Sheamus, il 6 settembre sempre a Smackdown!, aumentando la loro Losing Streak. Nella puntata di WWE Superstars del 19 settembre McIntyre viene sconfitto da Kofi Kingston. Nella puntata di Raw del 7 ottobre i due componenti della 3MB ovvero Drew McIntyre e Jinder Mahal perdono contro i Los Matadores. Nella puntata di WWE Main Event del 9 ottobre la 3MB sconfigge i Tons of Funk in un Handicap Match. Nella puntata di SmackDown del 20 dicembre McIntyre vince contro Sin Cara. A Main Event perde insieme in un Tag Team mach insieme alla 3MB,di cui fa parte, contro Big E Langston e gli Usos.
Successivamente combatte solo a Superstars dove perde con Sin Cara, Dolph Ziggler e vince contro uno sparring partner.
Il 12 giugno 2014, la WWE annuncia tramite il sito ufficiale di avere svincolato Drew McIntyre.

### Circuito indipendente (2014–2015)
Torna a combattere in molte federazioni indipendenti negli Stati Uniti e nel Regno Unito, tra le più famose, la Insane Championship Wrestling e la Evolve, dove si esibisce col suo vero nome Drew Galloway. Nella Insane Championship Wrestling ha un feud di rilievo con Big Damo.

### Total Nonstop Action Wrestling (2015–2017)
Il 20 febbraio 2015 esordisce in Total Nonstop Action Wrestling come face iniziando un feud con il Beat Down Clan. La settimana successiva, nella puntata di Impact svoltasi a Manchester, si tiene il suo primo match in TNA rispondendo all'Open Challenge di Kenny King e vincendo. Successivamente forma la stable dei Rising, con cui ha una faida con il Beat Down Clan. Nella puntata speciale di Hardcore Justice batte Low Ki.
La settimana successiva batte MVP. Nella puntata successiva, Kurt Angle lo inserisce nel suo team ma nel main event perdono. Nella puntata del 7 giugno di Impact con il Rising batte il BDC. Galloway è stato poi uno dei cinque concorrenti che hanno gareggiato durante l'annuale Pay-per-view Slammiversary XII: al termine dell'incontro, molto duro, è stato riattivato il TNA King of the Mountain Championship, vinto da Jeff Jarrett.
La settimana successiva, ad Impact, perde un tag team match contro il BDC ed è costretto a sciogliere il The Rising. Nella puntata dell'8 luglio vince un handicap match contro la Revolution (Abyss, Khoya e Manik).
Nel primo match delle TNA wold title series batte bram, nel secondo match batte grado totalizzando 6 punti. Nel terzo match batte Rockstar Spud e si qualifica agli ottavi dove perde contro Lashley.
Nella prima puntata di Impact del 2016 viene sconfitto da Kurt Angle nel main event per poi batterlo nella puntata del 9 febbraio.
Il 15 marzo, nella puntata di Impact, Galloway ha incassato la sua valigetta e ha sconfitto Matt Hardy vincendo il TNA World Heavyweight Championship. Ha poi perso il titolo in favore di Bobby Lashley.

### Ritorno in WWE (2017–presente)

#### NXT Champion (2017–2018)
Il 1º aprile 2017, a NXT TakeOver: Orlando, Drew McIntyre annunciò, durante un'intervista, di aver firmato con la WWE, venendo collocato nel territorio di sviluppo di NXT. McIntyre fece poi il suo debutto da face ad NXT il 12 aprile sconfiggendo Oney Lorcan. Nella puntata di NXT del 19 luglio McIntyre sconfisse Killian Dain, diventando lo sfidante all'NXT Championship di Bobby Roode. Il 19 agosto, a NXT TakeOver: Brooklyn III, McIntyre sconfisse poi Roode conquistando così l'NXT Championship per la prima volta in carriera; nel post match, però, McIntyre venne attaccato dal debuttante Adam Cole (insieme a Bobby Fish e Kyle O'Reilly). Nella puntata di NXT del 4 ottobre McIntyre difese la cintura contro Roderick Strong. Il 18 novembre, a NXT TakeOver: WarGames, McIntyre perse la cintura contro Andrade "Cien" Almas dopo 91 giorni di regno. Inoltre, durante l'incontro, McIntyre riportò un infortunio al gomito che lo avrebbe tenuto fuori dalle scene per almeno cinque mesi.

#### Alleanza con Dolph Ziggler (2018–2019)
Con lo Shake-up del 16 aprile 2018 McIntyre tornò dell'infortunio e venne promosso al roster principale, venendo mandato a Raw; quella stessa sera, infatti, McIntyre attaccò, insieme a Dolph Ziggler, il Titus Worldwide, effettuando un turn heel. Nella puntata di Raw del 4 giugno McIntyre e Ziggler parteciparono ad una Tag Team Battle Royal per determinare gli sfidanti al Raw Tag Team Championship di Bray Wyatt e Matt Hardy ma vennero eliminati dai Breezango. Nella puntata di Raw del 16 luglio McIntyre partecipò ad un Triple Threat match che includeva anche Finn Bálor e Roman Reigns con in palio la possibilità di inserirsi in un match per determinare lo sfidante all'Universal Championship di Brock Lesnar ma il match venne vinto da Reigns. Nella puntata di Raw del 3 settembre McIntyre e Ziggler sconfissero il B-Team conquistando così il Raw Tag Team Championship per la prima volta. Nella puntata di Raw del 10 settembre McIntyre e Ziggler mantennero i titoli contro il B-Team nella rivincita. Il 16 settembre, a Hell In a Cell, McIntyre e Ziggler mantennero le cinture contro Dean Ambrose e Seth Rollins. Nella puntata di Raw del 24 settembre McIntyre e Ziggler conservarono i titoli contro i Revival. Il 6 ottobre, a Super Show-Down, McIntyre, Ziggler e Braun Strowman persero contro lo Shield. Nella puntata di Raw del 15 ottobre McIntyre venne sconfitto per count-out da Seth Rollins in un match di qualificazione al torneo World Cup a Crown Jewel. Nella puntata di Raw del 22 ottobre McIntyre e Ziggler persero i titoli contro Ambrose e Rollins dopo 49 giorni di regno. Nella puntata di Raw del 5 novembre McIntyre ebbe la meglio su Kurt Angle dopo un duro match. Il 18 novembre, a Survivor Series, McIntyre prese parte al Team Raw contro il Team SmackDown nel 5-on-5 Traditional Elimination match, risultando uno dei tre sopravvissuti nella vittoria del suo team assieme a Bobby Lashley e Braun Strowman. Dopo aver terminato la sua alleanza con Ziggler, sconfiggendolo in ben due occasioni, il 16 dicembre, a TLC: Tables, Ladders & Chairs, McIntyre venne sconfitto da Finn Bálor. McIntyre ebbe la meglio nuovamente su Ziggler in altre due occasioni supplementari a Raw.

#### Alleanza con Shane McMahon (2019–2020)
Nella puntata di Raw del 14 gennaio 2019 McIntyre partecipò ad un Fatal 4-Way match che includeva anche Baron Corbin, Finn Bálor e John Cena per determinare lo sfidante di Brock Lesnar per l'Universal Championship a Royal Rumble ma il match venne vinto da Bálor. Il 27 gennaio, alla Royal Rumble, McIntyre partecipò al match omonimo entrando col numero 16 ma venne eliminato da Dolph Ziggler. Il 10 marzo, a Fastlane, McIntyre, Baron Corbin e Bobby Lashley sono stati sconfitti dallo Shield. Il 7 aprile, a WrestleMania 35, McIntyre venne sconfitto da Roman Reigns. Nella puntata di Raw del 22 aprile McIntyre partecipò ad un Triple Threat match contro Baron Corbin e The Miz per determinare uno dei due wrestler che si sarebbero affrontati poi in singolo per determinare lo sfidante di Seth Rollins per l'Universal Championship ma il match venne vinto da Corbin. Il 19 maggio, a Money in the Bank, McIntyre partecipò al Money in the Bank Ladder match che comprendeva anche Ali, Andrade, Baron Corbin, Finn Bálor, Randy Orton e Ricochet ma il match venne vinto dal rientrante Brock Lesnar, inseritosi all'ultimo momento nella contesa. Il 23 giugno, a Stomping Grounds, McIntyre venne sconfitto per la seconda volta da Roman Reigns. Il 14 luglio, a Extreme Rules, McIntyre e Shane McMahon sono stati sconfitti da Reigns e The Undertaker in un No Holds Barred Tag Team match. Nella puntata di Raw del 26 agosto McIntyre venne sconfitto da Ricochet negli ottavi di finale del King of the Ring. Il 31 ottobre, a Crown Jewel, McIntyre, Bobby Lashley, King Corbin, Randy Orton e Shinsuke Nakamura vennero sconfitti da Ali, Ricochet, Roman Reigns, Rusev e Shorty G. Il 24 novembre, a Survivor Series, McIntyre partecipò al tradizionale 5-on-5-on-5 Survivor Series Elimination match contro il Team SmackDown e il Team NXT ma venne eliminato da Roman Reigns. Nella puntata di Raw del 25 novembre McIntyre prese parte ad un Fatal 4-Way match per determinare lo sfidante allo United States Championship di AJ Styles che comprendeva anche Randy Orton, Rey Mysterio e Ricochet ma il match venne vinto da Mysterio. Su una striscia di vittorie a partire da dicembre 2019, McIntyre assunse alcuni atteggiamenti da face, interagendo maggiormente col pubblico e introducendo diversi taunt (tra cui un conto alla rovescia a precedere la Claymore).

#### WWE Champion (2020–2021)
Il 26 gennaio a Royal Rumble, vinse il Royal Rumble match eliminando per ultimo Roman Reigns. La sera dopo, a Raw, dopo aver dichiarato di voler affrontare Brock Lesnar per il WWE Championship a WrestleMania 36, sconfisse Luke Gallows e Karl Anderson in un 2-on-1 Handicap match, venendo poi attaccato dallo stesso Lesnar con una F-5, confermando il turn face. Il 5 aprile, nella seconda serata di WrestleMania 36, sconfisse Lesnar conquistando il WWE Championship per la prima volta (diventando inoltre il 31° Triple Crown Champion). La sera dopo, a Raw, difese con successo il titolo contro Big Show (in realtà ciò avvenne in un Dark match immediatamente dopo il match con Lesnar). Difese con successo il titolo a Money in the Bank contro Seth Rollins, a Backlash contro Bobby Lashley, a The Horror Show at Extreme Rules contro Dolph Ziggler in un Extreme Rules match (in cui tali regole valevano solo per Ziggler), e a SummerSlam e a Clash of Champions (quest'ultimo in un Ambulance match) contro Randy Orton. Perse il titolo il 25 ottobre, a Hell in a Cell contro lo stesso Orton in un Hell in a Cell match dopo 213 giorni di regno, ma lo riconquistò il 16 novembre a Raw in un No Count-out, No Disqualification match.. Il 22 novembre, a Survivor Series, venne sconfitto dall'Universal Champion Roman Reigns. Il 20 dicembre, a TLC: Tables, Ladders & Chairs, difese con successo il titolo contro AJ Styles e The Miz (quest'ultimo aveva incassato in corsa il Money in the Bank) in un Triple Threat Tables, Ladders and Chairs match. Nella puntata speciale Raw Legends Night del 4 gennaio 2021 mantenne il titolo contro Keith Lee. Nella serata dell'11 gennaio, tuttavia, venne resa nota la sua positività al COVID-19, che lo costrinse ad una quarantena forzata di un paio di settimane. Tornò a Raw il 25 gennaio dove ebbe un confronto con Goldberg e, insieme, i due respinsero John Morrison e The Miz e a Royal Rumble, batté Goldberg in pochi minuti. Il 21 febbraio, a Elimination Chamber, vinse l'elimination chamber match che comprendeva anche AJ Styles, Jeff Hardy, Kofi Kingston, Randy Orton e Sheamus, ma al termine di esso venne brutalmente attaccato da Bobby Lashley e perse il titolo contro The Miz, che incassò il Money in the Bank, dopo 97 giorni di regno. Il 21 marzo, a Fastlane, sconfisse Sheamus in un No Holds Barred match.. Il 10 aprile, nella prima serata di WrestleMania 37, affrontò Bobby Lashley per il WWE Championship ma venne sconfitto. Il 16 maggio, a WrestleMania Backlash, fallì nuovamente nell'assalto al titolo venendo sconfitto da Lashley in un Triple Threat match che comprendeva anche Braun Strowman. La faida con Lashley terminò il 20 giugno a Hell in a Cell, dove il campione gli concesse un'ultima occasione titolata in un Hell in a Cell match, che vide trionfare ancora una volta Lashley, grazie anche all'interferenza di MVP, e per questo motivo McIntyre non poté più ottenere altre opportunità titolate finché Lashley fosse stato campione.

#### Opportunità titolate (2021–2022)
Nella puntata di Raw del 21 giugno perse contro Riddle, fallendo nell'opportunità di inserirsi nel Money in the Bank Ladder match, ma la settimana dopo riuscì a qualificarsi dopo aver trionfato sia su AJ Styles che su Riddle. Il 18 luglio, a Money in the Bank, partecipò all'omonimo incontro che comprendeva anche Big E, John Morrison, Kevin Owens, King Nakamura, Ricochet, Riddle e Seth Rollins ma il match venne vinto da Big E, e nel corso del match, venne brutalmente attaccato da Jinder Mahal, Shanky e Veer, venendo dunque messo fuorigioco. Il 21 agosto, a SummerSlam, trionfò poi su Mahal. Nella puntata di Raw del 30 agosto tentò di conquistare lo United States Championship in un Triple Threat match contro il campione Damian Priest e Sheamus ma fu Priest a prevalere. Il 21 ottobre, a Crown Jewel, affrontò Big E per il WWE Championship ma venne sconfitto. Il 1º ottobre, per effetto del Draft, passò al roster di SmackDown. Combatté il suo primo match nello show nella puntata del 22 ottobre sconfiggendo Sami Zayn. Il 21 novembre, a Survivor Series, partecipò al tradizionale 5-on-5 Survivor Series Elimination match come membro del Team SmackDown contro il Team Raw ma venne eliminato per count-out. Il 1º gennaio, a Day 1, trionfò su Madcap Moss. Il 29 gennaio a Royal Rumble, partecipò al match omonimo entrando col numero 21 ma venne eliminato per ultimo da Brock Lesnar. Il 19 febbraio, ad Elimination Chamber, prevalse nuovamente su Madcap Moss in un Falls Count Anywhere match. Il 2 aprile, nella prima serata di WrestleMania 38, sconfisse Happy Corbin. L'8 maggio, a WrestleMania Backlash, McIntyre e gli RK-Bro vennero sconfitti da Roman Reigns e gli Usos. Il 2 luglio, a Money in the Bank, prese parte al Money in the Bank Ladder match che comprendeva anche Madcap Moss, Omos, Riddle, Seth Rollins, Sheamus e Theory ma fu quest'ultimo a vincere la contesa e la valigetta. Nella puntata di SmackDown del 29 luglio prevalse su Sheamus in un Good Old Fashioned Donnybrook match guadagnando un'opportunità titolata all'Undisputed WWE Universal Championship di Roman Reigns per Clash at the Castle. Il 3 settembre, durante tale evento, venne tuttavia sconfitto da Reigns a causa dell'interferenza di Solo Sikoa.

#### Varie faide (2022–presente)
L'8 ottobre, ad Extreme Rules, venne sconfitto da Karrion Kross in uno strap match. Ottenne poi la sua rivincita il 5 novembre, a Crown Jewel, sconfiggendo Kross in uno steel cage match. Il 26 novembre, a Survivor Series WarGames, McIntyre, Kevin Owens e i Brawling Brutes vennero sconfitti dalla Bloodline in un wargames match.
Il 28 gennaio, a Royal Rumble, partecipò all'incontro omonimo entrando col numero 9 ma venne eliminato da Gunther. Nella puntata di SmackDown del 10 marzo prese parte ad un fatal 5-way match per determinare lo sfidante di Gunther per l'Intercontinental Championship a WrestleMania 39 insieme a Karrion Kross, LA Knight, Sheamus e Xavier Woods ma il match terminò con un doppio schienamento tra lo stesso McIntyre e Sheamus. Questo portò ad un match tra i due che terminò in no contest a causa dell'intervento dell'Imperium e di conseguenza, si optò per un triple threat match insieme a Gunther e a Sheamus ma fu il primo a prevalere mantenendo il titolo.
Il 28 aprile 2023, per effetto del Draft, passò al roster di Raw.
Ritornò dopo tre mesi di pausa il 1º luglio, a Money in the Bank, al termine del match valevole per l'Intercontinental Championship, in cui il campione Gunther prevalse su Matt Riddle, colpendo il primo con la Claymore. Il 5 agosto, a SummerSlam, tuttavia, non riuscì a conquistare il titolo.
Dopo aver sfidato Seth Rollins per il World Heavyweight Championship, i due si affrontarono il 4 novembre, a Crown Jewel, match in cui Rollins mantenne la cintura. Nella puntata di Raw del 13 novembre aiutò il Judgment Day (Finn Bálor e Damian Priest) a mantenere il Raw Tag Team Championship e lo SmackDown Tag Team Championship contro Cody Rhodes e Jey Uso attaccando quest'ultimo, effettuando un turn heel, e stringendo poco dopo la mano a Rhea Ripley. Il 25 novembre, a Survivor Series WarGames, McIntyre e il Judgment Day vennero sconfitti da Cody Rhodes, Jey Uso, Randy Orton, Sami Zayn e Seth Rollins in un wargames match. Affrontò nuovamente Seth Rollins per il World Heavyweight Championship nella puntata speciale Raw Day 1 del 1º gennaio ma venne sconfitto.
Il 27 gennaio a Royal Rumble, partecipò all'omonimo incontro entrando col numero 29 ma venne eliminato da CM Punk. Nella puntata di SmackDown del 9 febbraio prevalse su AJ Styles (grazie all'intervento involontario di LA Knight) qualificandosi per l'elimination chamber match. Il 24 febbraio, ad Elimination Chamber: Perth, vinse l'omonimo match e divenne lo sfidante al World Heavyweight Championship per WrestleMania XL. Il 7 aprile, a WrestleMania XL, sconfisse Seth Rollins conquistando il World Heavyweight Championship per la prima volta ma, ad incontro concluso, venne attaccato da CM Punk, che favorì l'incasso del contratto del Money in the Bank da parte di Damian Priest ai danni di McIntyre, che perse così il titolo.
I due finalmente si sfidarono a SummerSlam con la vittoria dello scozzese. La seconda sfida arriva a Bash in Berlin il 31 agosto, dove in uno strap match riesce ad avere la meglio Punk. La terza sfida è avvenuta il 5 ottobre a Bad Blood in un hell in a cell match dove McIntyre viene sconfitto.
Nel febbraio del 2025, durante una sessione di scambi tra i roster passa a SmackDown. Tra la Royal Rumble e l'Elimination Chamber si inaspri la rivalità con Damian Priest. Questo portò ad un sin city street fight nella nella seconda notte di WrestleMania 41 dove fu lo scozzese ad averne la meglio. La rivalità tra i due continuo anche dopo WrestleMania, a Backlash entrambi preso parte a un fatal four way match con anche LA Knight e Jacob Fatu, con quest'ultimo che vinse e difese lo United States Championship. A Saturday Night's Main Event XXXIX, McIntyre e Priest si affrontarono in uno steel cage match, con Priest che vinse l'incontro e concluse la rivalità.

## Vita privata
Galloway ha completato gli studi in criminologia presso l'università di Glasgow Caledonian. È tifoso della squadra di calcio dei Rangers Football Club, si è dichiarato un grande estimatore di Alessandro Del Piero e da giovane è stato un calciatore che veniva considerato promettente. Ha posato come modello durante gli inizi della sua carriera di lottatore. Galloway è stato sposato con la collega Taryn Terrell. La coppia si è sposata nel luglio del 2009 e ha divorziato il 25 maggio 2011.

## Personaggio

### Mosse finali
- Claymore (Running single leg front dropkick) – 2015–presente
- Future Shock DDT (Double underhook DDT)
- G-Spot (Spike piledriver) – 2003–2007
- Iron Maiden (Chickenwing over-the-shoulder crossface) – 2003–2007
- Thee Move (Cradle kneeling reverse piledriver) – 2003–2007

### Soprannomi
- "The Captain"
- "The Celtic Colossus"
- "The Chosen One"
- "The Great American Nightmare"
- "The Insane New Phenom"
- "King of Claymore City"
- "Thee"
- "The Sinister Scotsman"
- "The Scottish Dragon"
- "The Scottish Psychopath"
- "The Scottish Terminator"
- "The Scottish Warrior"
- "The Voice of the People"

## Titoli e riconoscimenti
- Danish Pro Wrestling
  - DPW Heavyweight Championship (1)

- Evolve
  - Evolve Championship (1)

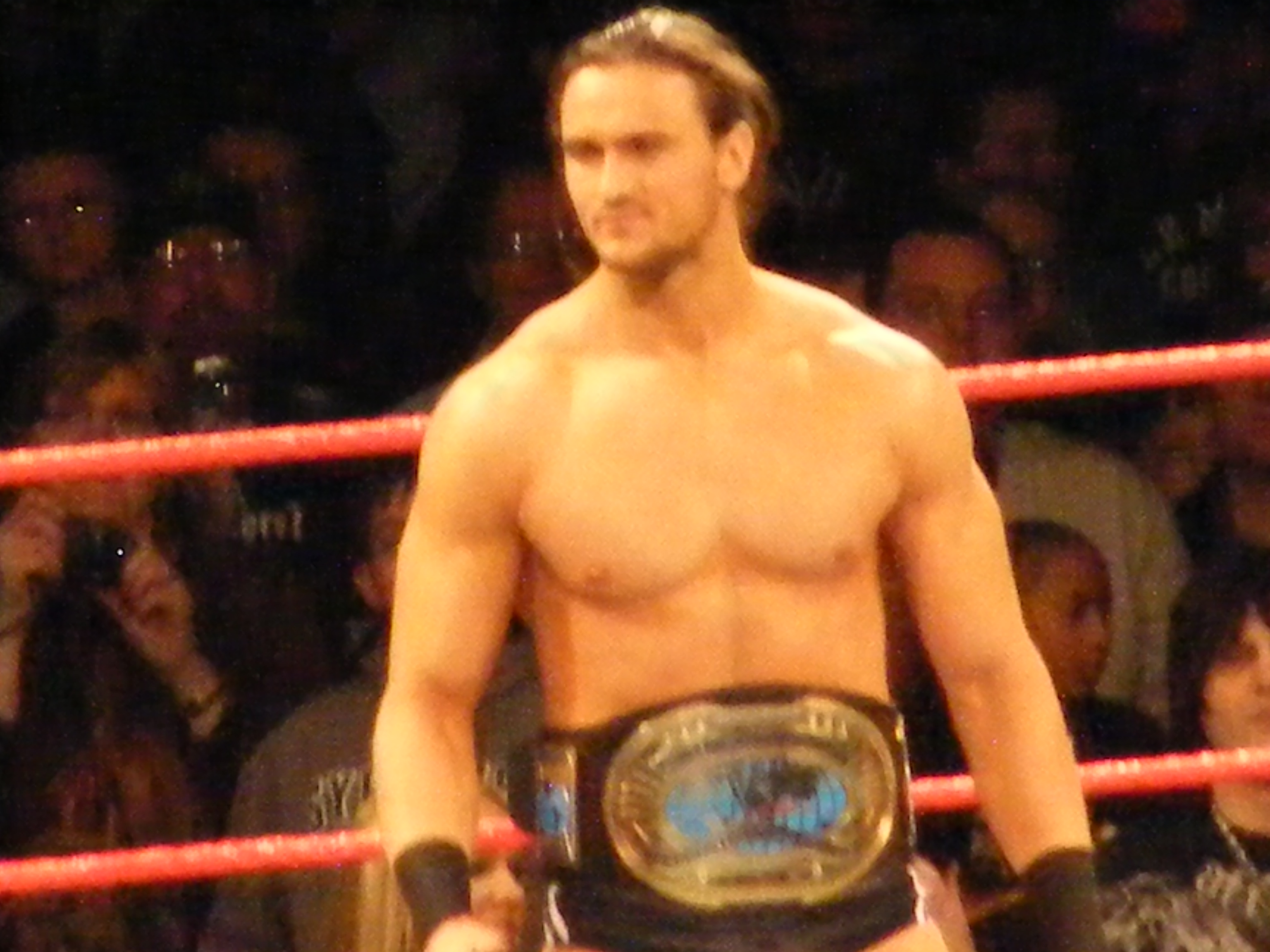
Drew McIntyre con l'Intercontinental Championship, titolo che ha detenuto una volta

  - Evolve Tag Team Championship (2) – con Dustin (1) e Johnny Gargano (1)
  - Open the Freedom Gate Championship (1)
  - Evolve Tag Team Championship Tournament (2016) – con Johnny Gargano

- Fighting Spirit Magazine
  - British Wrestler of the Year (2014)

- Florida Championship Wrestling
  - FCW Florida Heavyweight Championship (1)
  - FCW Florida Tag Team Championship (2) – con Stu Sanders

- Insane Championship Wrestling
  - ICW Heavyweight Championship (2)
  - ICW Hall of Fame (2018)
  - ICW Award for Best on the Mic (2016)
  - ICW Award for Feud of the Year (2016) - The Black Label vs. Insane Championship Wrestling
  - ICW Award for Moment of the Year (2014) - Ritorno a sorpresa allo "Shug's Hoose Party"

- Irish Whip Wrestling
  - IWW International Heavyweight Championship (1)

- Outback Championship Wrestling
  - OCW World Heavyweight Championship (1)

- Pro Wrestling Illustrated
  - 4º tra i 500 migliori wrestler singoli nella PWI 500 (2020, 2021)
  - 13º tra i 500 migliori wrestler singoli nella PWI 500 (2024)[83]

- Scottish Wrestling Alliance
  - Scottish Heavyweight Championship (1)

- Total Nonstop Action Wrestling
  - TNA Grand Championship (1)
  - TNA World Heavyweight Championship (1)
  - Feast or Fired (edizione 2016)
  - Global Impact Tournament (2015) – con il Team International
  - TNA Joker's Wild (2016)

- Union of European Wrestling Alliances
  - European Heavyweight Championship (1)

- WhatCulture Pro Wrestling
  - WCPW Championship (1)
  - Defiant Wrestling Award for Match of the Year (2017) - vs. Will Ospreay il 6 marzo

- WWE
  - WWE Championship (2)
  - WWE Raw Tag Team Championship (2)[84] – con Cody Rhodes (1) e Dolph Ziggler (1)
  - WWE Intercontinental Championship (1)
  - World Heavyweight Championship (1)
  - NXT Championship (1)
  - Royal Rumble (edizione 2020)[4]
  - Money in the Bank (edizione 2024)[5]
  - Triple Crown Champion
  - Slammy Award (2)
    - Best Superstar of the Year (edizione 2020)
    - Male Superstar of the Year (edizione 2020)

- Wrestlezone Scotland
  - Battle of the Nations (2014)

## Filmografia

### Cinema
- The Killer's Game (Enlightened), regia di J.J. Perry (2024)

## Doppiatori italiani
Nelle versioni in italiano delle opere in cui ha recitato, Drew McIntyre è stato doppiato da:
- Massimo Bitossi in The Killer's Game